# Рудольф Ріівес
Рудольф Ріівес (ест. Rudolf Riives, 18 червня 1890, с. Вана-Куусте, повіт Тартумаа, Естонія — 23 червня 1941, м. Таллінн, Естонія) —  офіцер Естонської армії під час війни за незалежність, в.о. командира Піхотного батальйона Купер'янова, депутат Рійгікогу.

## Життєпис
Навчався в Тартуській міській школі, Талліннській вечірній школі, а також у Санкт-Петербурзі. 
На початку Першої світової війни був мобілізований до Російської імператорської армії, де закінчив Іркутську школу прапорщиків, після чого брав участь у війні на Румунському фронті.
На початку 1918 року повернувся до Естонії і вступив до Естонської народної армії. У червні 1918 року почав організацію Ліги оборони в Камб'я як її командир. Брав участь у Визвольній війні в  партизанському батальйоні Купер’янова, служив на різних посадах, закінчив службу в армії помічником командира цього батальйону.
Після війни за незалежність працював фермером на фермі свого батька в муніципалітеті Ропка, Реола-Пікал. Був членом дорадчої ради Маапанги, помічником голови племінного товариства «Пунасекарья», головою ревізійної комісії Тартуського господарського кооперативу. 
У 1938 році обраний до парламенту країни Рійгікогу.
Розстріляний радянською окупаційною владою після початку радянсько-німецької війни.